# Independence Hall
Independence Hall is een historisch gebouw in de stad Philadelphia in de Verenigde Staten waar op 4 juli 1776 de Amerikaanse Onafhankelijkheidsverklaring werd aangenomen.
Het State House of the Province of Pennsylvania, later Independence Hall geheten, werd gebouwd tussen 1732 en 1756 ten behoeve van het koloniale bestuur van Pennsylvania. Van 1775 tot 1783 werd er in het gebouw vergaderd door het tweede Continental Congress, dat de regering van Amerika vormde ten tijde van de Onafhankelijkheidsoorlog. George Washington werd er gekozen tot bevelvoerder van het Amerikaanse leger in 1775. In het gebouw werd in 1777 tevens het ontwerp voor de Amerikaanse vlag gekozen, werden in 1781 de Articles of Confederation (waardoor de 13 staten van Amerika samen een confederatie vormden) aangenomen en werd de Amerikaanse Grondwet in 1787 opgesteld.
Independence Hall is van binnen en van buiten gerestaureerd tot zijn oorspronkelijke laat-18e-eeuwse uiterlijk. Ook het meeste meubilair stamt uit die periode.
Independence Hall maakt deel uit van het Independence National Historical Park en werd in 1979 opgenomen op de Werelderfgoedlijst van UNESCO.